# Фадеев, Пётр Александрович (журналист)
Пётр Алекса́ндрович Фаде́ев (23 ноября 1972 года, Москва) — российский журналист, радио- и телеведущий. В разное время работал на ТВ-6, НТВ, ТНТ и РЕН ТВ, на радиостанциях «Европа Плюс» и «Маяк».

## Биография
Родился 23 ноября 1972 года в Москве. Окончив школу, поступил в Российский университет дружбы народов имени Патриса Лумумбы на филологический факультет, специальность «международная журналистика», который окончил в 1995 году. Обучаясь в университете, с марта 1989 года, являлся внештатным сотрудником Гостелерадио (Генеральная дирекция программ Иновещания), а в марте 1991 первый раз появился в телеэфире в программе «Киносерпантин». Делал разные программы и фильмы, принимал участие в программе «Тихий дом», а также работал внештатным корреспондентом журнала «Столица» и газеты «Московский комсомолец».
Весной 1995 года Пётр приходит работать на ТВ-6, где с октября того же года в паре с Анастасией Соловьёвой (Солодихиной) стал вести программу «Те кто», которая была посвящена новостям и персонам шоу-бизнеса. Весной 1997 года занял должность исполняющего обязанности замдиректора телеканала. Пётр Фадеев курировал программную сетку телеканала, а впоследствии сконцентрировал внимание на программе «Те кто», которая стала выходить в прямом эфире, а её хронометраж был увеличен. Производство программы было окончательно прекращено в самом начале 2000 года.
В 2000 году был ведущим на радио «Европа Плюс», где вместе с Еленой Батиновой вёл утреннее шоу «Европейская зорька». В дальнейшем эту программу отметили Премией Попова в номинации «лучшее утреннее шоу» и премией «Радиомания-2002». С 2001 года вёл на станции проект «Станционный смотритель».
С сентября 2000 по июнь 2001 года Пётр был автором и ведущим телеигры о жизни знаменитостей «Петерс-поп-шоу» на ТВ-6, которая была негативно воспринята некоторыми журналистами.
После того, как в июне 2001 года на ТВ-6 перешли многие телеведущие, журналисты и закадровые работники с НТВ, Петру Фадееву и творческо-производственному коллективу его игры «Петерс-поп-шоу» было в числе немногих предложено остаться на телеканале и подумать над концепциями новых, более подходящих для канала общей направленности телепередач. Через некоторое время после поступления этого предложения Фадеев уходит с шестого канала и вместе с частью творческо-производственного коллектива своих бывших передач «Те кто» и «Петерс-поп-шоу», а также многими другими сотрудниками старого ТВ-6, переходит на НТВ.
С февраля 2002 по август 2005 года Пётр Фадеев вместе с Фёклой Толстой вёл программу о событиях в мире кино, а также российского и мирового шоу-бизнеса «Всё сразу!» на НТВ. Программа выходила в утреннем блоке и вечером. С октября 2005 по декабрь 2008 года тележурнал «Всё сразу!» на НТВ стал рассказывать только о событиях из мира кино, а Фадеев стал единственным его ведущим.
В течение 2-х месяцев 2004 года ведущий участвовал в шоу «12 негритят» на ТНТ совместно с Дмитрием Харатьяном.
Радиокарьера Фадеева продолжила развитие на радиостанции «Маяк», где он в паре с Фёклой Толстой вёл «Дневное шоу». Там же был ведущим передач «Культурные люди», «В центре внимания», «Пора домой», «Кино… и домино», «Дышите глубже», «Три месяца лета», «Шоу Петра Фадеева и Фёклы Толстой». В 2010 году, после ухода с НТВ, журналист был ведущим воскресного проекта «Завтрак в Петербурге» на 100ТВ.
С 2013 по 2020 год был ведущим популярного реалити-шоу «Холостяк» на ТНТ. Также часто ведёт церемонии вручения различных премий.
С 2021 года является автором и ведущим YouTube-канала «Всё ясно с Петром Фадеевым». С ноября того же года является автором и ведущим (совместно с Анной Хилькевич) программы «Смотрите сами!» в онлайн-кинотеатре Premier.
Увлекается поэзией и пишет стихи. Публиковался в журнале «Русский пионер».

## Проекты
- 1995—2000 — «Те кто» («ТВ-6 Москва»)[28]
- 2000—2001 — «Петерс-поп-шоу» («ТВ-6 Москва»)[29][30]
- 2002—2008 — «Всё сразу!» (НТВ)
- 2002 — «Третий лишний» (новогодний выпуск, НТВ)
- 2004 — «12 негритят» (ТНТ)
- 2010 — «Завтрак в Петербурге» (100ТВ)[31]
- 2012—2014 — «100 процентов» (РЕН ТВ)
- 2012—2014 — «Представьте себе» (РЕН ТВ)[32]
- 2013—2020 — «Холостяк» (ТНТ)[33]
- 2014—2015 — «Это мой дом» (РЕН ТВ)[34]
- 2021 — «Смотрите сами!» (Premier)[35]

## Фильмография
- 2005 — Неотложка-2
- 2007 — День выборов